# Ihlow
Ihlow es un municipio situado en el distrito de Teltow-Fläming, en el estado federado de Brandeburgo (Alemania), a una altitud de 90 metros. Su población a finales de 2016 era de unos 700 habs. y su densidad poblacional, 15 hab/km².